# Gustave Fraipont
Gustave Fraipont (n. 9 mai 1849, Saint-Josse-ten-Noode, Comunitatea Francofonă din Belgia⁠(d), Belgia – d. 29 aprilie 1923, Paris, Île-de-France, Franța) a fost pictor, sculptor, ilustrator și afișe. Născut în Belgia, a devenit ulterior cetățean francez naturalizat.
Profesor de desen la Maison d'éducation de la Légion d'honneur, a fost autorul a numeroase cărți despre arta desenului. În 1885, a realizat ilustrații pentru seria Le Littoral de la France publicată de Victor Palmé. De asemenea, a ilustrat cărți despre Paris și regiunile Franței. A creat cărți pentru tineri precum André le meunier și Yves le marin. A ilustrat Scrisori din moara mea de vânt, Histoires ou contes du temps passé de Perrault, Robinson Crusoe, Câline de Zenaide Fleuriot⁠(d).
A pictat numeroase postere pentru companii feroviare, inclusiv Chemins de fer de l'Ouest⁠(d) și Compagnie des chemins de fer du Nord⁠(d), precum și documente oficiale și titluri de valoare pe hârtie. Afișul Pierrefonds, compania de Nord a fost reprodus în revista Les Maîtres de l'Affiche (1895–1900). A colaborat cu numeroase ziare și reviste, precum Courrier Français și Paris Courier. În 1905, a fost numit pictor al Marinei.
În timpul Primului Război Mondial, a realizat mai multe compoziții pentru ziarul L'Illustration, inclusiv reprezentări ale monumentelor distruse de război: Sala de pânze din Ypres, Catedrala din Reims și Primăria din Arras. Gustave Fraipont a fost tatăl lui Georges Fraipont (1873–1912), membru al Societății Artiștilor Francezi, și ilustrator de cărți, dar cunoscut mai ales pentru picturile sale.

## Galerie

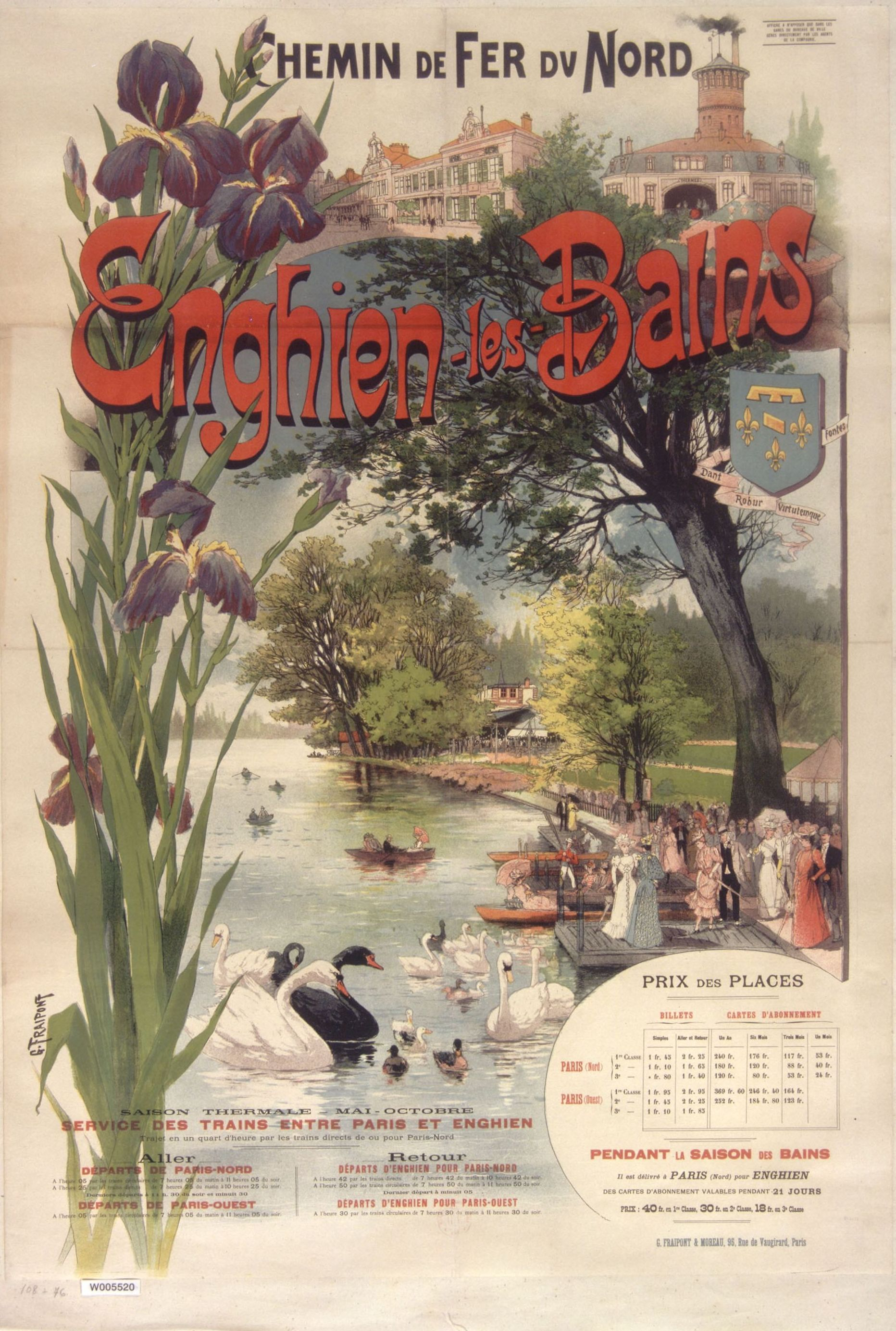
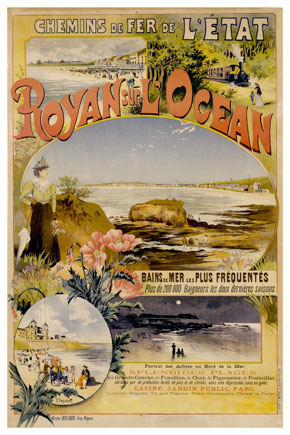
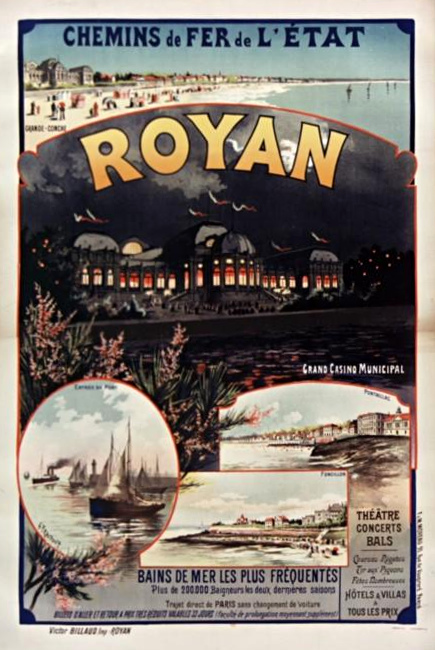
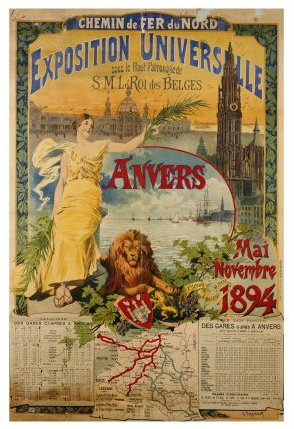
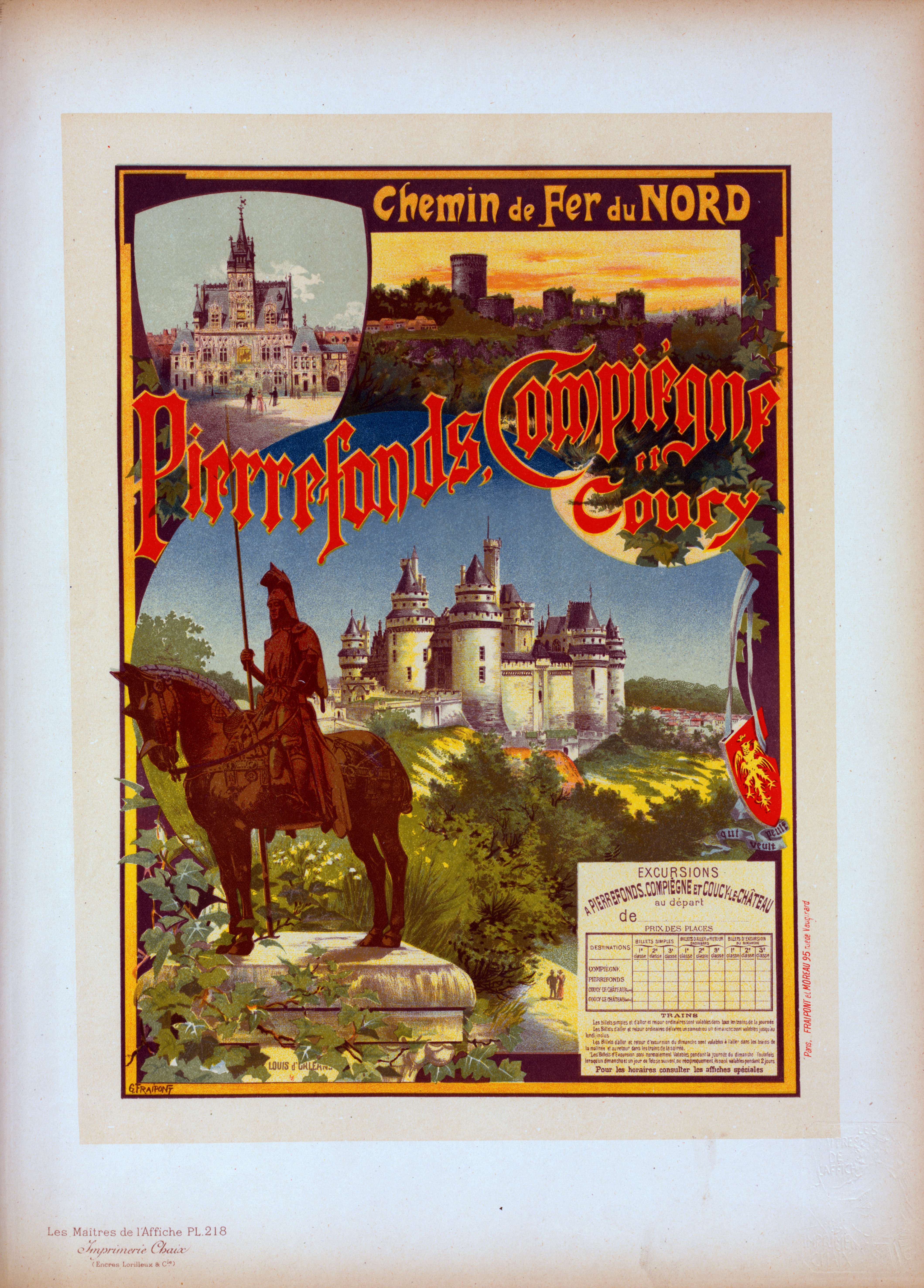
Poster 218 în Les Maîtres de l'Affiche⁠(d)